# Anastomosis arteriovenosa
En la microcirculación, las anastomosis arteriovenosas son pequeños vasos sanguíneos que conectan directamente una arteriola con una vénula sin que la sangre pase a través de los vasos capilares. Se encuentran en pequeño número en muchos órganos y tejidos de los animales vertebrados, son muy abundantes en las mucosas y la piel de las extremidades, donde desempeñan un importante papel en la regulación de la temperatura corporal. No debe confundirse la anastomosis arteriovenosa con la fístula arteriovenosa que es una conexión anómala quirúrgica o espontánea entre una arteria y una vena.

## Función
- Termorregulación. En la piel ante situaciones de bajas temperaturas ambientales, las anastomosis arteriovenosas evitan que la sangre se dirija hacia los capilares cutáneos, contribuyendo de esta forma a minimizar las pérdidas de calor.[1]